# Paul Horan
Paul Horan (Drangan, 17 ottobre 1962) è un vescovo cattolico e missionario irlandese, dal 28 maggio 2016 vescovo di Mutare.

## Biografia
Paul Horan è nato a Drangan, nella contea di Tipperary, il 17 ottobre 1962.

### Formazione e ministero sacerdotale
Ha frequentato la Convent of Mercy Primary School a Drangan e poi la Presentation Sisters Secondary School a Ballingarry.
Ha conseguito la qualifica di commercialista e ha fatto parte dell'Association of Chartered Certified Accountants (ACCA). Ha lavorato in Irlanda e a Londra.
Nel 1989 è stato accolto nel noviziato di Kinsale dell'Ordine della Beata Vergine del Monte Carmelo. Dal 1990 al 1995 ha studiato presso l'Istituto di teologia e filosofia di Milltown a Ranelagh, presso Dublino, conseguendo il baccalaureato in filosofia e poi il Bachelor of Divinity. Il 1º settembre dell'anno successivo ha emesso i primi voti. Il 15 ottobre 1995 ha pronunciato la professione solenne.
Il 7 giugno 1997 è stato ordinato presbitero. In seguito è stato insegnante presso la scuola primaria e secondaria di primo grado del Terenure College, cappellano capo e responsabile del team vocazionale della provincia. È stato quindi inviato negli Stati Uniti d'America per studi. Nel maggio del 2001 ha ottenuto il Master of Arts in teologia con specializzazione in studi carmelitani presso la Washington Theological Union. Nel settembre successivo è stato inviato come missionario nello Zimbabwe. Inizialmente ha seguito un corso di lingua shona. Ha prestato servizio come direttore dei pre-novizi, direttore dei novizi, direttore scolastico della Kriste Mambo High School dal settembre 2001; assistente pastorale presso la missione di San Kilian a Makoni; membro del consiglio del commissariato carmelitano dello Zimbabwe per due mandati dal 2009; membro della commissione internazionale per le scuole e la gioventù carmelitana del consiglio generale dei carmelitani; priore della nuova comunità carmelitana nel priorato del Profeta Elia a Nyazura, Rusape, dal 2004 al 2006; assistente della parrocchia di San Kilian a Makoni dal 2006 al 2008 e direttore della scuola cattolica Kriste Mambo a Rusape dal 2008.
Ha avuto un ruolo determinante nel far arrivare le prime suore carmelitane in Zimbabwe, provenienti dal monastero di Nostra Signora del Monte Carmelo, a Machakos, in Kenya, nel febbraio del 2015.

### Ministero episcopale
Il 28 maggio 2016 papa Francesco lo ha nominato vescovo di Mutare. Ha ricevuto l'ordinazione episcopale il 27 agosto successivo nel Marymount Teachers College di Mutare dall'arcivescovo metropolita di Harare Robert Christopher Ndlovu, co-consacranti il vescovo emerito di Mutare Alexio Churu Muchabaiwa e l'arcivescovo Marek Zalewski, nunzio apostolico in Zimbabwe.
Dal 2022 è presidente della Conferenza dei vescovi cattolici dello Zimbabwe. In seno alla stessa è presidente della commissione per le comunicazioni sociali  e della commissione per l'ecumenismo e il dialogo interreligioso. In precedenza è stato segretario generale e tesoriere della stessa Conferenza episcopale dal maggio del 2018 al 2022.

## Genealogia episcopale
La genealogia episcopale è:
- Cardinale Scipione Rebiba
- Cardinale Giulio Antonio Santori
- Cardinale Girolamo Bernerio, O.P.
- Arcivescovo Galeazzo Sanvitale
- Cardinale Ludovico Ludovisi
- Cardinale Luigi Caetani
- Cardinale Ulderico Carpegna
- Cardinale Paluzzo Paluzzi Altieri degli Albertoni
- Papa Benedetto XIII
- Papa Benedetto XIV
- Papa Clemente XIII
- Cardinale Marcantonio Colonna
- Cardinale Giacinto Sigismondo Gerdil, B.
- Cardinale Giulio Maria della Somaglia
- Cardinale Carlo Odescalchi, S.I.
- Cardinale Costantino Patrizi Naro
- Cardinale Lucido Maria Parocchi
- Papa Pio X
- Papa Benedetto XV
- Cardinale Federico Tedeschini
- Arcivescovo Luciano Pérez Platero
- Vescovo Ignacio Prieto Vega, I.E.M.E.
- Arcivescovo Robert Christopher Ndlovu
- Vescovo Paul Horan, O.Carm.